# Emirau
Emirau (nota anche come Emira o in passato come Squally) è un'isola corallina di Papua Nuova Guinea.

## Geografia
L'isola di Emirau è un'isola corallina lunga circa 13 km e larga 3,2 km, appartenente al gruppo di Isole Mussau, posizionata nella parte orientale del Mare di Bismarck, a circa 100 km a nord-ovest dall'isola di Nuova Hannover, Arcipelago delle Bismarck, Papua Nuova Guinea.
Il clima è tropicale monsonico ed è interamente ricoperta da foreste pluviali.

## Storia
Il 20 marzo 1944 fu teatro di uno sbarco delle forze anfibie americane come ultimo evento di una serie di operazioni ideate dal Generale Douglas MacArthur finalizzate all'accerchiamento della base di Rabaul, principale avamposto nipponico nella regione. Essendo l'isola non occupata dai giapponesi non vi furono scontri e fu possibile costruire in breve tempo una base aerea. Attualmente la pista d'atterraggio lunga 1875 m è utilizzata per i voli commerciali.